# Suleiman ibn Ilghazi
Schams ad-Daula Sulaiman ibn Il-Ghazi ibn Artuq (arabisch شمس الدولة سليمان بن الغازي بن ارتق, DMG Šams ad-Daula Sulaimān b. Il-Ġāzī b. Artuq; gest. 1124) war ein Herrscher aus der islamisch-türkischen Dynastie der Artuqiden; er regierte ab 1122 vor allem in Maiyafariqin, dem heutigen Silvan im Osten der Türkei.
Unter Nadschm ad-Din Il-Ghazi I. (reg. 1114/1115–1122) fungierte Sulaiman kurzzeitig als Gouverneur von Aleppo, bis er 1121 aus unklaren Gründen und ohne Erfolg gegen seinen (damals in Georgien kämpfenden) Vater rebellierte. In der Folge wurde er von diesem abgesetzt und durch einen Cousin ausgewechselt, woraufhin Sulaiman zu seinem Großvater mütterlicherseits, dem Atabeg Tugh-Tegin, nach Damaskus floh. Wenig später weilte er jedoch wieder an der Seite seines Vaters, mit dem er 1122 auf dem Weg nach Maiyafariqin in der Dschazira war. Als Il-Ghazi, dem besagte Stadt erst 1118 oder 1121/1122 vom Seldschuken-Sultan Mahmud II. zusätzlich zu Mardin überlassen worden war, auf dieser Reise bei Nacht verstarb, verheimlichten Sulaiman und seine Mutter den Tod des Herrschers solange, bis sie der Gouverneur von Maiyafariqin eingelassen hatte und sie sicher in der Festung angekommen waren.
Während Sulaiman nun (planmäßig oder nicht) seinen Vater in Maiyafariqin beerbte, übernahm dessen anderer Sohn Husam ad-Din Temür-Tasch die Herrschaft über Mardin. Die Beziehung zwischen beiden Brüdern war nur anfangs gut. Sulaiman gelang es, sein Territorium auf Kosten der benachbarten Emire von Hisn Kaifa und Arzan zu erweitern, wobei er vor allem Chartpert erobern konnte. Eine Tochter des Rum-Seldschuken Qilitsch-Arslan I. wurde Sulaimans Frau.
Im Herbst 1124 verstarb Schams ad-Daula („Sonne der Herrschaft“) Sulaiman in Maiafariqin. Die Stadt fiel daraufhin an Temür-Tasch (reg. 1122–1154) von Mardin und Chartpert an Dawud ibn Sökmen b. Artuq (reg. 1109–1144) von Hisn Kaifa. Sulaiman hinterließ einen Sohn namens Mahmud; das Urteil über seine kurze Herrschaft fällt in den historischen Quellen – die wichtigste ist Ibn al-Azraqs Geschichte von Maiyafariqin und Amid – durchweg negativ aus. Temür-Tasch ließ seinen Bruder in Mardin beisetzen.